# Giant Viper
Le Giant Viper était un système de déminage monté sur remorque et tiré par un véhicule, conçu pour être déployé dans des zones contenant des mines terrestres. Il a été développé pour l'armée britannique dans les années 1950. Il a été conçu pour être remorqué derrière un char Centurion, FV4003, AVRE (Armoured Vehicle Royal Engineers); et aussi le véhicule blindé de transport de troupes FV432 .
Le Giant Viper utilisait des roquettes pour lancer un tuyau de 250 mètres de long, rempli de 1500 kilogrammes d'explosif plastique, à travers un champ de mines. Les types d'explosifs testés sont PE-4 Explosive Booster, PE-6A1 Explosive Main Charge, EU Propellant, et S. R. 371C Pyrotechnic Composition Igniter.
Dans les années 1970, les tuyaux Giant Viper ont été remplis à la Royal Ordnance Factories de Chorley. Une fois qu'il atterrit, la charge explose, neutralisant un espace de six mètres de large de ses mines antipersonnel et antichar par détonation sympathique. Cet espace dégagé a une longueur d'environ 200 mètres. Pour des raisons de sécurité, un véhicule équipé d'un chasse- mines est passé sur la voie dégagée avant tout autre personnel, afin d'éliminer en toute sécurité les mines non explosées.
Ce système a été remplacé par le Python, utilisant la même méthodologie de dédouanement, mais utilisant des composants plus modernes. Il améliore la précision de la livraison, la vitesse de déploiement et la taille du chemin dégagé, qui fait maintenant 230 mètres de long et 7 mètres de large. Python a été conçu pour être remorqué derrière un Armoured Vehicle Royal Engineers.
Le corps du génie de l'armée hellénique utilise toujours ce système.

## Remarques
1. ↑  Giant Viper (anti-tank mine clearing equipment): minutes of meetings on research and..., 1961-1963 (lire en ligne)
2. ↑  Ryabov Kirill, « Giant Viper reactive mine clearance plant (UK) », sur Topwar, novembre 2018
3. ↑  Foss, p. 144
4. ↑  (en-GB) Accurate Armour, « K097 | 62.00 GBP », sur Accurate Armour (consulté le 21 août 2022)
5. ↑  The Giant Viper Mine Clearing Line Charge: Characterization of Energetic Materials
6. ↑  Nevell, 48–49
7. ↑  « Γιγαντιαία Έχιδνα (Γ.Ε.) | Army gr », www.army.gr (consulté le 8 mars 2022)